# Legwan galapagoski
Legwan galapagoski, legwan z Galapagos, legwan lądowy, konolof (Conolophus subcristatus) – gatunek dużej jaszczurki z rodziny legwanowatych (Iguanidae). Oprócz gatunku Conolophus subcristatus występującego na 6 wyspach archipelagu Galapagos wyróżnia się dwa inne gatunki z rodzaju Conolophus – Conolophus pallidus, występujący tylko na wyspie Santa Fe oraz Conolophus marthae, endemiczny dla wyspy Isabela. Analizy morfologiczne i genetyczne sugerują, że niektóre populacje legwana galapagoskiego mogą zasługiwać na status odrębnych gatunków.
OpisMasywnie zbudowany, ciemno-żółto ubarwiony, na karku ma niewielki grzebień skórny. Sprawia wrażenie ociężałego.
RozmiaryDługość ciała do ok. 125 cm
Masa ciała samców do 13 kg
BiotopŻyje na terenach suchych w głębi lądu z dala od wybrzeży morskich.
PokarmWyłącznie rośliny rosnące nisko nad ziemią także kaktusy, które zjada wraz z kolcami, również opadłe owoce. Soczyste rośliny dostarczają im wilgoci, której potrzebują podczas suchych okresów.
ZachowanieAby uniknąć gorącego, równikowego słońca południa szukają cienia pod kaktusami lub skałami. Wieczorem śpią w jamach wykopanych w gruncie, aby jak najdłużej utrzymać ciepło ciała. Legwany lądowe żyją w symbiozie z ziębami Darwina – podnoszą się na nogach i pozwalają małym ptakom usuwać kleszcze z ich ciał.
RozmnażanieDojrzałość osiągają pomiędzy 8 a 15 rokiem życia. Samce obierają sobie terytorium, którego zaciekle bronią przed innymi samcami. Na swoim terytorium mają kilka samic. Samice wędrują do odpowiednich miejsc, by złożyć od 2 do 25 jaj w jamie wykopanej w piaszczystej glebie. Samica przez krótki czas broni jamy przed innymi samicami chcącymi złożyć jaja w tym samym miejscu. Młode legwany wylęgają się 3-4 miesiące później i dopiero po tygodniu wychodzą z gniazd. Jeśli przeżywają pierwsze, trudne lata życia z powodu braku pokarmu lub drapieżników mogą żyć dłużej niż 50 lat.
WystępowanieGatunek endemiczny zasiedlający tylko wyspy Galapagos.